# عبد الرحمن العوضي
د. عبد الرحمن عبد الله محمد هادي العوضي (1936 - 6 يوليو 2019) ، وزير الصحة ووزير التخطيط وعضو مجلس الأمة الكويتي الاسبق.

## السيرة الذاتية والوظائف
- بكالوريوس العلوم الجامعة الأمريكية من بيروت عام 1958.[3]
- طبيب مقيم وزارة الصحة 1963 - 1965
- ماجستير الصحة العامة جامعة هارفرد بالولايات المتحدة الامريكية عام 1965.
- مقر لجنة التخطيط وزارة الصحة عام 1965.
- طبيب مسجل – مستشفيات وزارة الصحة 1966 - 1969.
- المدير المساعد لإدارة الخدمات الوقائية وزارة الصحة 1969.
- الوكيل المساعد للخدمات الوقائية وزارة الصحة 1970 - 1975.
- زميل فخري للكلية الملكية للطب عام 1977.
- دكتوراه القانون الفخرية جامعة سي شيخ بون عام 1977.
- عضو مجلس الآمة 1975 - 1980 وأختير وزيرا للصحة العامة.
- زميل فخري الملكية الملكية للجراحين والأطباء جلاسكجو عام 1982.
- زميل فخري الجمعية الأمريكية للصحة العامة 1982.
- وزير الصحة العامة - دولة الكويت 1975 - 1983.
- وزير الصحة العامة، ووزير التخطيط دولة الكويت 1983 - 1986.
- وزير التخطيط دولة الكويت 1988 - 1990.
- وزير الدولة لشئون مجلس الوزراء 1990 - 1991.
- رئيس المكتب التنفيذي لمجلس وزراء العرب من 1976 - 1987.
- رئيس مجلس حماية البيئة دولة الكويت عام 1980 - 1987.
- الأمين التنفيذي للمنظمة الإقليمية لحماية البيئة البحرية منذ عام 1981.